# Dypsis coursii
Dypsis coursii är en enhjärtbladig växtart som beskrevs av Henk Jaap Beentje. Dypsis coursii ingår i släktet Dypsis och familjen Arecaceae. IUCN kategoriserar arten globalt som livskraftig. Inga underarter finns listade i Catalogue of Life.